# Andrej Žiak
Andrej Žiak (24. října 1905 Slovany – 10. února 1989 Bratislava) byl slovenský a československý politik, poválečný poslanec Ústavodárného Národního shromáždění za Demokratickou stranu. Po únorovém převratu v roce 1948 jeden z hlavních funkcionářů Strany slovenské obrody, která byla loajálním spojencem komunistického režimu. Zasedal za ni v Národním shromáždění republiky Československé, Národním shromáždění Československé socialistické republiky a ve Sněmovně lidu Federálního shromáždění.

## Biografie
Působil jako pedagog, aktivista slovenské evangelické církve a redaktor.
V parlamentních volbách v roce 1946 byl zvolen za Demokratickou stranu do Ústavodárného Národního shromáždění a po parlamentních volbách v roce 1948 byl zvolen ve volebním kraji Žilina do Národního shromáždění, nyní již za Stranu slovenskej obrody. Mandát získal i ve volbách v roce 1954, volbách v roce 1960 (nyní již jako poslanec Národního shromáždění ČSSR) a volbách v roce 1964. V období let 1948–1960 a znovu v roce 1968 byl místopředsedou parlamentu. Zasedal v Národním shromáždění do roku 1968, kdy v rámci federalizace Československa usedl roku 1969 ve Sněmovně lidu Federálního shromáždění. Na poslanecký post rezignoval v červenci 1970.
K roku 1954 se profesně uvádí jako předseda Krajského výboru Obránců míru v Žilině a člen Slovenského výboru obránců míru.
Během pražského jara v roce 1968 patřil v rámci Strany slovenské obrody ke skupině opatrných reformátorů, kteří se zabývali možnostmi obnovy samostatné politiky, nesvázané tolik s linií KSČ. Po invazi vojsk Varšavské smlouvy do Československa bylo ovšem stranické reformní křídlo politicky potlačeno. Ráno 21. srpna 1968 byl zvolen členem delegace Národního shromáždění (Dušan Špálovský, Zdeněk Fierlinger, Andrej Žiak, Josef Zedník, Alois Poledňák a Vladimír Kaigl), jejímž úkolem bylo sdělit stanovisko Národního shromáždění k okupaci velvyslanci Sovětského svazu a navázat kontakt s prezidentem republiky Ludvíkem Svobodou.